# AS Большой Медведицы
AS Большой Медведицы (лат. AS Ursae Majoris) — одиночная переменная звезда в созвездии Большой Медведицы на расстоянии (вычисленном из значения параллакса) приблизительно 22385 световых лет (около 6863 парсеков) от Солнца. Видимая звёздная величина звезды — от +15,4m до +14,7m.

## Характеристики
AS Большой Медведицы — пульсирующая переменная звезда типа RR Лиры (RRAB).